# 瀬戸町室
瀬戸町室（せとちょうむろ）は、徳島県鳴門市の大字。郵便番号は771-0368。

## 地理
鳴門市の北東端、島田島の東北部に位置する小集落で、1971年（昭和46年）に鳴門スカイライン（徳島県道183号亀浦港櫛木線）と山道で結ばれるまでは、陸の孤島として扱われてきた。東は鳴門海峡に、北は播磨灘に面し、西は瀬戸町大島田に接する。南の瀬戸町撫佐とは、島田山越えの道路で通じている。
瀬戸内海を中心とした漁業が主産業である。漁村として栄え、中世には泊荘のうちであったと伝わる。地内には室撫佐漁協、村社の山神社、室遠見山番所古墳遺跡がある。

### 小字
| - 在所谷 - 僧頭 - 竹ケ谷 - 田ノ浦 - 中ケ谷 | - 深ケ谷 - 本村 |  |

## 歴史
江戸期から町村制の施行された1889年（明治22年）にかけては板東郡および板野郡の村であった。寛文4年より板野郡に属した。明治22年に同郡瀬戸村、昭和3年に瀬戸町の大字となった。昭和22年3月には鳴南市、同年5月より現在の鳴門市の字名となる。

## 世帯数と人口
2022年（令和4年）7月31日現在の世帯数と人口は以下の通りである。
| 町丁     | 世帯数 | 人口 |
| -------- | ------ | ---- |
| 瀬戸町室 | 16世帯 | 28人 |

## 小・中学校の学区
市立小・中学校に通う場合、学区は以下の通りとなる。
| 番地 | 小学校           | 中学校             |
| ---- | ---------------- | ------------------ |
| 全域 | 鳴門市島田小学校 | 鳴門市立瀬戸中学校 |

## 交通

### 道路
都道府県道
- 徳島県道183号亀浦港櫛木線（鳴門スカイライン）

## 施設
- 山神社
- 室遠見山番所古墳遺跡